# Serramonacesca
Serramonacesca község (comune) Olaszország Abruzzo régiójában, Pescara megyében.

## Fekvése
A megye keleti részén fekszik. Határai: Casalincontrada, Lettomanoppello, Manoppello, Pretoro és Roccamontepiano.

## Története
Első említése a 9. századból származik, amikor a San Liberatore a Maiella-apátság birtoka volt. A következő századokban nemesi birtok volt. Önálló községgé a 19. század elején vált, amikor a Nápolyi Királyságban felszámolták a feudalizmust.  

## Népessége
A népesség számának alakulása:

## Főbb látnivalói
- a Castel Menardo romjai
- San Liberatore a Maiella-apátság